# John James (acteur)
John James Anderson (Minneapolis (Minnesota), 18 april 1956) is een Amerikaans acteur, vooral bekend geworden als Jeff Colby in de populaire soapserie Dynasty en diens spin-off The Colbys. 
Vóór hij in 1981 definitief doorbrak met zijn rol in Dynasty (waarvoor hij overigens in eerste instantie auditie had gedaan voor de rol van Steven Carrington) speelde James gastrollen in de series Fantasy Island en The Love Boat. Zijn populariteit in Dynasty werd dusdanig groot, dat het hem een hoofdrol opleverde in de Dynasty spin-off The Colbys. 
James is sinds 20 april 1989 getrouwd met Denise Coward. Samen hebben zij twee kinderen. 

## Filmografie
- As the World Turns - tv-serie (2003-2008)
- Illegal Aliens  (2007)
- All My Children - tv-serie (2006-2007)
- Lightning: Fire from the Sky - tv-film (2001)
- Peril (2001)
- Icebreaker (2000)
- Pacific Blue - tv-serie (2000)
- Love Boat: The Next Wave - tv-serie (1998)
- Touched by an Angel - tv-serie (1998)
- Partners 'n Love tv-film (1992)
- Dynasty: The Reunion tv-film (1991)
- Perry Mason: The Case of the Ruthless Reporter - tv-film (1991)
- Dynasty tv-serie (1981-1989)
- Haunted by Her Past - tv-film (1987)
- The Colbys - tv-serie (1985-1987)
- He's Not Your Son - tv-film (1984)
- Finder of Lost Loves - tv-serie (1984)
- The Love Boat - tv-serie (1982)
- Fantasy Island - tv-serie (1982)
- Search for Tomorrow - tv-serie (1977)

- Biblioteca Nacional de España: XX1755108
- Gemeinsame Normdatei: 134416244
- International Standard Name Identifier: 0000 0001 0399 0810
- Library of Congress Control Number: n92092428
- SNAC: w66v0grz
- Virtual International Authority File: 155450613
- WorldCat: E39PBJpPFCDgDC8YX3xdMwdbBP